# Mario vs. Donkey Kong 2 : La Marche des Mini
Mario vs. Donkey Kong 2 : La Marche des Mini est un jeu vidéo de réflexion sorti en 2006 sur Nintendo DS aux États-Unis ; il est sorti le 9 mars 2007 en France.
C'est la suite de Mario vs. Donkey Kong sorti sur Game Boy Advance ; il s'agit de résoudre des puzzles où il faut guider les Mini Mario vers la sortie. En récupérant des médailles, on peut obtenir des kits de construction pour avoir davantage d'objets dans l'éditeur de niveaux. On peut, grâce au Wi-Fi, s'échanger les niveaux créés.
Une suite, Mario vs. Donkey Kong : Pagaille à Mini-Land ! est sortie en 2011 sur la même console.

## Scénario
À la suite des succès des jouets Mini-Mario, Mario et Pauline inaugurent le Super Mini Mario World, un parc à thème autour de ces jouets, incluant les nouveaux Mini-Donkey Kong, Mini-Peach et Mini-Toad.
C'est alors que Mario et DK offrent une de leurs figurines à Pauline, mais celle-ci accepte celle de Mario et ne prend pas celle de Donkey Kong, ce qui le met dans une colère sans précédent, et le pousse à kidnapper la belle ; Mario tente aussitôt de les rattraper, mais échoue. C'est alors que les Mini Mario décide de venir en aide au plombier pour sauver Pauline du gorille.

## Clins d'œil
Mario vs. Donkey Kong 2 fait beaucoup de clins d'œil à Donkey Kong sorti en Arcade et sur NES dont il reprend les éléments suivants :
- l'amie de Mario s'appelle Pauline ;
- Donkey Kong enlève Pauline ;
- le boss final de Donkey Kong.

## Développement

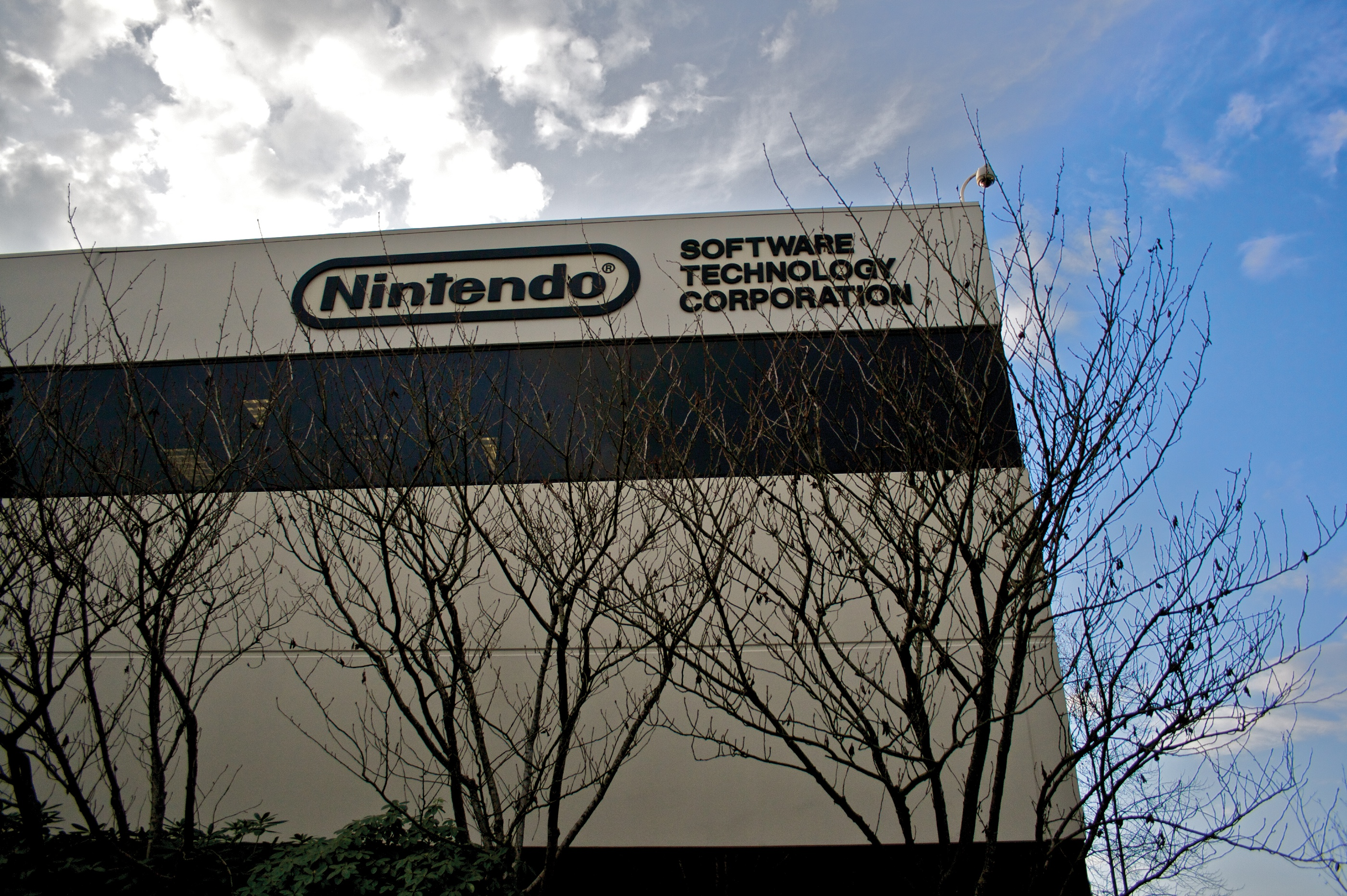
La Marche des Mini est développé par Nintendo Software Technology, qui se trouve à Redmond dans l'État de Washington.

## Accueil

### Ventes
Fin juin 2007, Mario vs. Donkey Kong 2 s'est vendu à 1,24 million d'unités à travers le monde